# Adam22
Адам Грендмейсон (англ. Adam Grandmaison), відомий як Adam22 — американський подкастер, ютубер і порноактор. Він найбільш відомий як творець і ведучий подкасту No Jumper, орієнтованого на поп-культуру.

## Раннє життя
У юному віці Грендмейсон почав кататися на BMX і любив хіп-хоп музику, зокрема хіт Gucci Mane «Bricks», у якому є рядок: «I'm ballin' like an athlete but got no Jumper». Це надихнуло на назву No Jumper для його майбутнього блогу. Грандмейсон неодноразово згадував про це у своїх подкастах та інтерв'ю.

## Кар'єра

### 2006-11:The Come UpіONSOMESHIT
У 2006 році Грандмейсон заснував веб-сайт для велосипедистів The Come Up. Пізніше він створив ONSOMESHIT, велосипедну команду BMX і лінію одягу на основі BMX, яка свого часу мала роздрібний магазин на Мелроуз-авеню в Лос-Анджелесі.

### 2011-сьогодення:No Jumper
Спочатку No Jumper був блогом на Tumblr, створеним у 2011 році Грендмейсоном, де інші автори статей, орієнтовані на хіп-хоп, отримували від Грендмейсона гроші за написання статей про музику. Блог рано зацікавився андеграундними виконавцями, такими як SpaceGhostPurrp і Clams Casino, а також рецензував маловідомі мікстейпи Gucci Mane, ставлячись до андеграунду з «критичною увагою».
Відроджений у 2015 році подкаст Грендмейсона No Jumper, розміщений на YouTube, фокусується на інтерв'ю з реп-виконавцями і творцями поп-культури. Станом на червень 2023 року канал зібрав понад 1,5 мільярда переглядів відео. Спочатку він починався як подкаст про BMX з відеоблогами, присвяченими життю Грендмейсона, який керує роздрібним магазином ONSOMESHIT. Його інтерв'ю з андеграундним репером Xavier Wulf з Мемфіса незабаром стало вірусним у хіп-хоп-спільноті, пробудивши у Грендмейсона новий інтерес до інтерв'ю з відомими постатями як андеграундного, так і мейнстрімного хіп-хопу.
Завдяки своєму подкасту No Jumper Ґрендмейсон став відомим завдяки інтерв'ю з молодими талановитими виконавцями, а також з відомими реперами. Він брав інтерв'ю у таких виконавців, як Lil Yachty, Lil Peep, Pouya, Juice WRLD, $uicideboy$, Young Thug, 6ix9ine і найвідоміший - XXXTentacion у квітні 2016 року; останнє інтерв'ю отримало понад 13 мільйонів переглядів. Це було перше офіційне професійне інтерв'ю репера з Флориди, яке відкрило його широкій аудиторії.
На додаток до андеграундних та відомих реперів, Грендмейсон через свій канал No Jumper розширив коло інтерв'ю з різноманітними артистами та гостями, орієнтованими на поп-культуру, з різною кар'єрою та походженням, включаючи стрімерів, музичних керівників, акторів, ютуберів, музичних критиків та модних дизайнерів. Серед відомих людей, з якими ми взяли інтерв'ю, - Ентоні Фантано, KSI, Райлі Рід, Шон О'Меллі, Аарон Картер та Charlamagne tha God.
Діджей Hot 97 Пітер Розенберг сказав, що вважає Грендмейсона «передовим розвідником, який шукає нові горючі таланти», а Rolling Stone охарактеризував його як «головного законодавця смаків андеграундного хіп-хопу».
У 2017 році Грендмейсон провів перший музичний фестиваль Trap Circus у Маямі, штат Флорида.
20 червня 2018 року перед магазином ONSOMESHIT у Лос-Анджелесі Грендмейсон провів захід пам'яті репера XXXTentacion, який був убитий у Флориді за два дні до цього, в якому взяло участь близько 300 осіб. Незабаром натовп збільшився до понад 1000, і у відповідь на це з'явилася поліція в спецзасобах для ліквідації заворушень. Згідно з повідомленнями, для розгону натовпу були застосовані гумові кулі і сльозогінний газ.
Ґрендмейсон був одним із промоутерів заходу ютубера FouseyTube «Hate Dies, Love Arrives», який був закритий через загрозу вибуху, що призвела до евакуації 1 500 людей. Невдовзі після події, коли Грендмейсон брав інтерв'ю у Шейна Доусона, на середині інтерв'ю FouseyTube, Keemstar, Sam Pepper та Ice Poseidon перервали його, що спричинило вірусне розповсюдження інтерв'ю.
Під час судового процесу 2022 року над репером Tory Lanez за стрілянину в Megan Thee Stallion у 2020 році було заявлено, що висвітлення цієї події в новинах No Jumper сприяло «надмірному прагненню ділитися неперевіреною інформацією». 22 грудня 2022 року в Twitter-акаунті подкасту з'явилося неправдиве повідомлення про те, що Лейнза було визнано невинним за всіма пунктами обвинувачення. Наступного дня суд присяжних визнав Лейнза винним за трьома пунктами обвинувачення у зв'язку зі стріляниною: напад із застосуванням напівавтоматичної рушниці, зберігання зарядженої та незареєстрованої вогнепальної зброї в автомобілі та груба недбалість при розрядці своєї зброї.
Останніми роками Ґрендмейсон і його подкаст піддається критиці за пропаганду антисемітизму та білого расизму, після того, як Ґрендмейсон брав інтерв'ю у Ніка Фуентеса і Річарда Спенсера. Повідомляється, що один із співведучих звільнився після інтерв'ю зі Спенсером. Інші гості шоу були пов'язані з такими суперечливими групами, як Нація Ісламу, Чорні євреї та Маносфера.

### Порнографія
Грандмейсон дебютував у порнофільмах разом зі своєю партнеркою Ліною Нерсесян (відомою як Lena the Plug) на веб-сайті OnlyFans у 2017 році; завантаживши на YouTube відео тривалістю 2 хвилини 16 секунд з анонсом секс-відео за їхньої участі, яке мало вийти, щойно його подруга набере 1 мільйон підписників.
У листопаді 2021 року Грандмейсон разом зі своєю нареченою Ліною анонсував новий подкаст під назвою Plug Talk, який присвячений інтерв'ю з зірками фільмів для дорослих на OnlyFans і статевому акту з ними після цього. Прем'єра відбулася 16 листопада 2021 року з гостею Адріаною Чечик.

## Особисте життя
Ґрендмейсон одружений з відеоблогеркою, інтернет-персоною та порноакторкою Ліною Нерсесян (Lena the Plug). У День святого Валентина 2020 року вони оголосили, що чекають на первістка. Їхня донька народилася 14 листопада.
Грендмейсон ідентифікує себе як атеїст.
У 2018 році Грендмейсона звинуватили у сексуальному та фізичному насильстві дві жінки. Хоча він заперечував ці звинувачення, Atlantic Records зрештою розірвала з ним стосунки.

## Дискографія

### Сингли
| Назва                                 | Рік  | Найвища позиція у чартах | Найвища позиція у чартах |
| Назва                                 | Рік  | US Bub.                  | US R&B/HH Bub.           |
| ------------------------------------- | ---- | ------------------------ | ------------------------ |
| «Hard» (з Tay-K і BlocBoy JB)         | 2018 | 14                       | 4                        |
| «Rivals» (з Killy і Smooky MarGielaa) | 2018 | —                        | —                        |